# Andrew Calimach
Andrew Calimach (* 1953 in Rumänien) ist ein US-amerikanisch-rumänischer Autor.

## Leben
Calimach wurde in Rumänien geboren. 1966 zog seine Familie in die Vereinigten Staaten. Calimach schreibt als Autor verschiedene Bücher. In seinen Büchern beschäftigt er sich insbesondere mit dem Thema Homosexualität in der griechischen Mythologie.

## Werke (Auswahl)
- Lovers' Legends: The Gay Greek Myths, New Rochelle, Haiduk Press, 2002, ISBN 978-0971468603.
- Lovers' Legends Unbound, New Rochelle, Haiduk Press, 2004, ISBN 978-0971468610.
- The Exquisite Corpse of Ganymede: A Cursory Overview of an Ancient Gender Studies Discourse, in THYMOS: Journal of Boyhood Studies, Ausgabe 1, Nummer 2, 117–137, Frühling 2007
- Legendele iubirii. Miturile necenzurate ale Greciei, Bukarest, Paralela 45, 2008, ISBN 978-9736976421.